# Сандаловка
Сандаловка — река в России, протекает в Слободском районе и муниципальном образовании «город Киров» Кировской области. Устье реки находится в 693 км по правому берегу реки Вятка. Длина реки составляет 26 км, площадь водосборного бассейна 105 км².
Река образуется слиянием двух небольших речек Касьянка и Слоты у нежилой деревни Богомазы в 17 км к северо-востоку от центра Кирова. Течёт на юго-запад, протекает деревни Зониха, Пантелеевы, Столбово, Шихово, Трушковы (все — Шиховское сельское поселение). В нижнем течении течёт по территории Первомайского района города Кирова. В черте города на реке запруда к северу от Заречного парка. Сандаловка соединена с Вяткой в центре Кирова у автомобильного моста, однако ниже этого места она ещё течёт около 1,5 км, резко поворачивая на север и фактически превращаясь в одну из боковых проток Вятки.

## Данные водного реестра
По данным государственного водного реестра России относится к Камскому бассейновому округу, водохозяйственный участок реки — Вятка от истока до города Киров, без реки Чепца, речной подбассейн реки — Вятка. Речной бассейн реки — Кама.
По данным геоинформационной системы водохозяйственного районирования территории РФ, подготовленной Федеральным агентством водных ресурсов:
- Код водного объекта в государственном водном реестре — 10010300212111100034106
- Код по гидрологической изученности (ГИ) — 111103410
- Код бассейна — 10.01.03.002
- Номер тома по ГИ — 11
- Выпуск по ГИ — 1